# Ponthieva tuerckheimii
Ponthieva tuerckheimii är en orkidéart som beskrevs av Rudolf Schlechter. Ponthieva tuerckheimii ingår i släktet Ponthieva och familjen orkidéer. Inga underarter finns listade i Catalogue of Life.